# Радовља
Радовља (словен. Radovlja) је насељено место у општини Шмарјешке Топлице, регија Југоисточна Словенија, Словенија.

## Историја
До територијалне реорганизације у Словенији била је у саставу старе општине Ново Место.

## Становништво
У попису становништва из 2011. године, Радовља је имала 182 становника.
| Број становника према пописима | Број становника према пописима | Број становника према пописима |
| ------------------------------ | ------------------------------ | ------------------------------ |
| 1991                           | 2002                           | 2011                           |
| 108                            | 152                            | 182                            |

Напомена: Године 1996. смањена за део насеља који је са издвојеним деловима из насеља Жаловиче и Села при Збурах спојен у ново самостално насеље Когло.